# Mechroha
Mechroha (em árabe: المشروحة) é uma comuna localizada na província de Souk Ahras, Argélia. De acordo com o censo de 2008, a população total da cidade era de 21 802 habitantes.